# Jardin botanique de Zagreb
Le jardin botanique de Zagreb est un jardin botanique situé dans le centre-ville de Zagreb.

## Historique
Le jardin a été fondé en 1889 par le professeur Antun Heinz de l'université de Zagreb. Il fait aujourd'hui partie de la faculté de sciences naturelles et de mathématiques.

## Description
D'une superficie de 5 hectares, le jardin abrite plus de 10 000 espèces de plantes venues du monde entier et principalement d'Asie dont 1 800 plantes exotiques. Il possède de grandes pièces d'eau permettant l'épanouissement de plantes aquatiques.

## Images

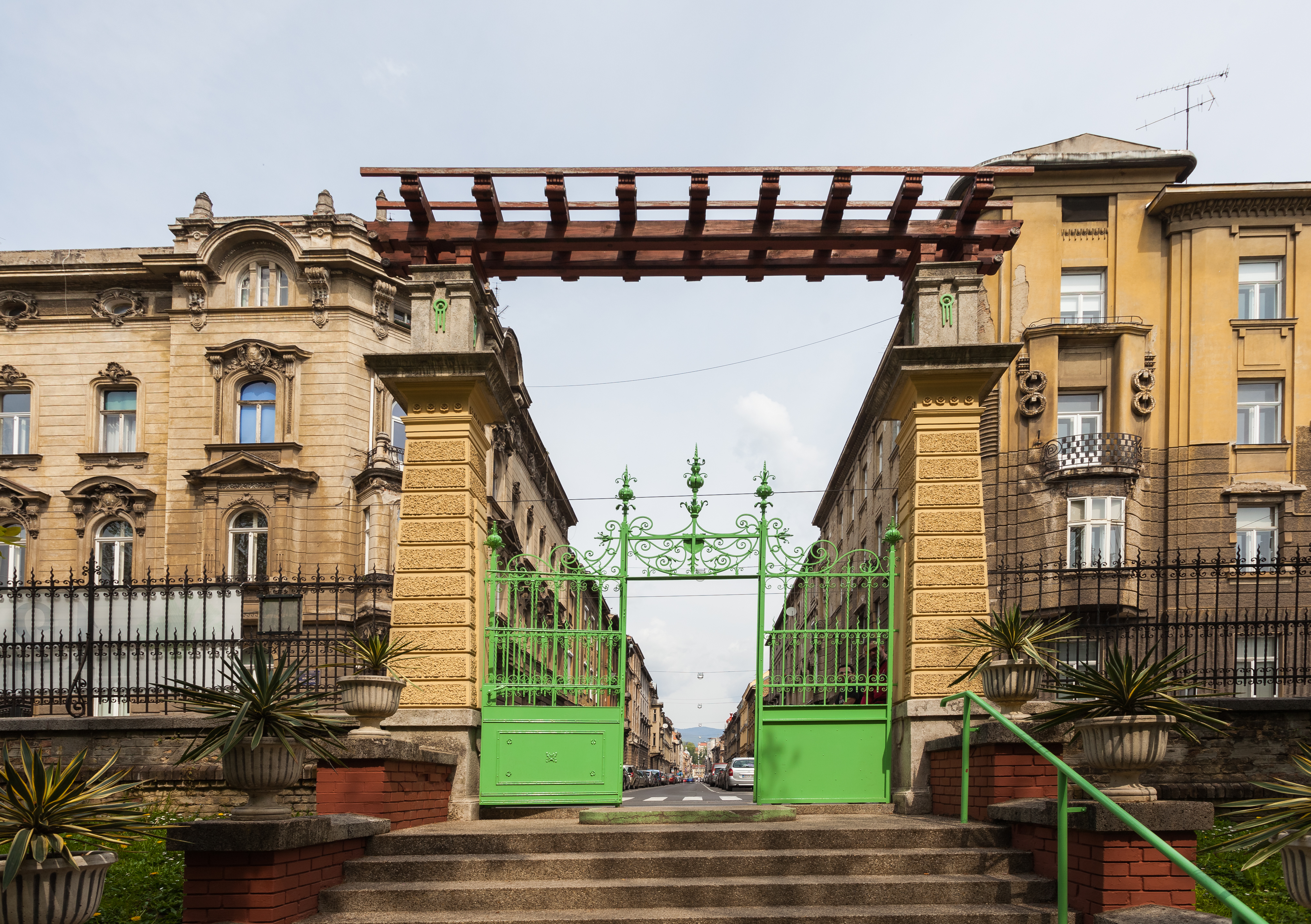
Entrée
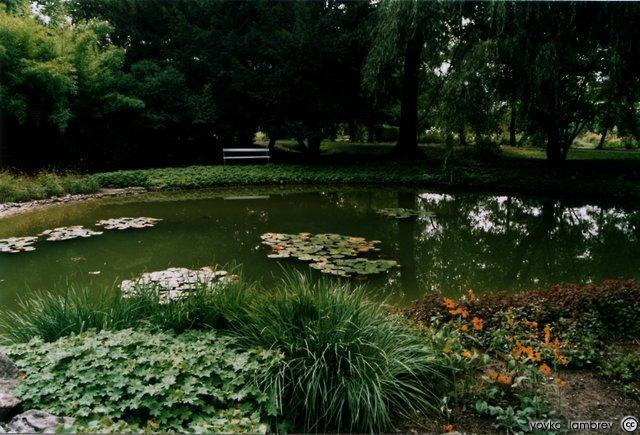
Jardin botanique de Zagreb
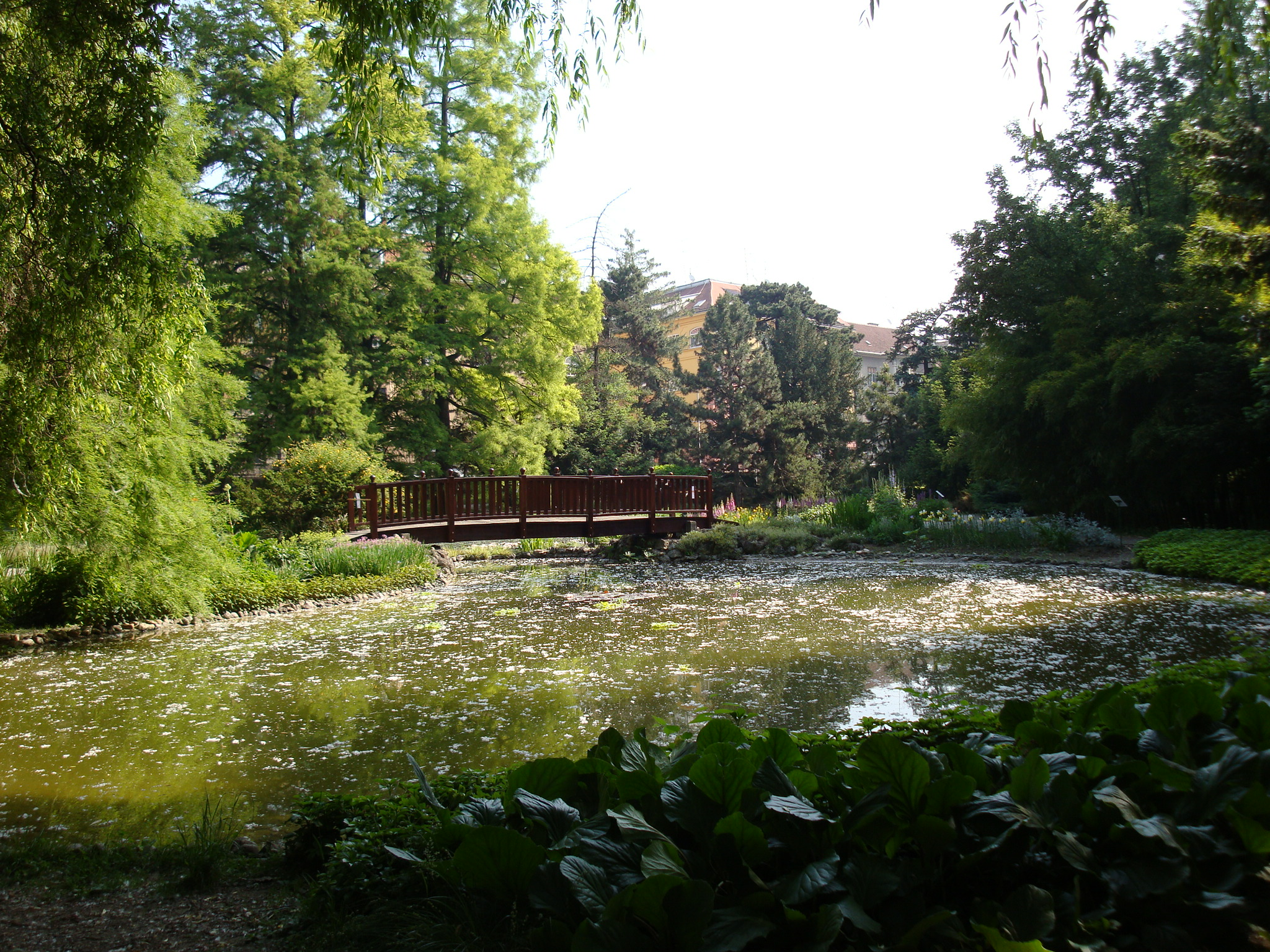
Pièce d'eau